# Voorschoten

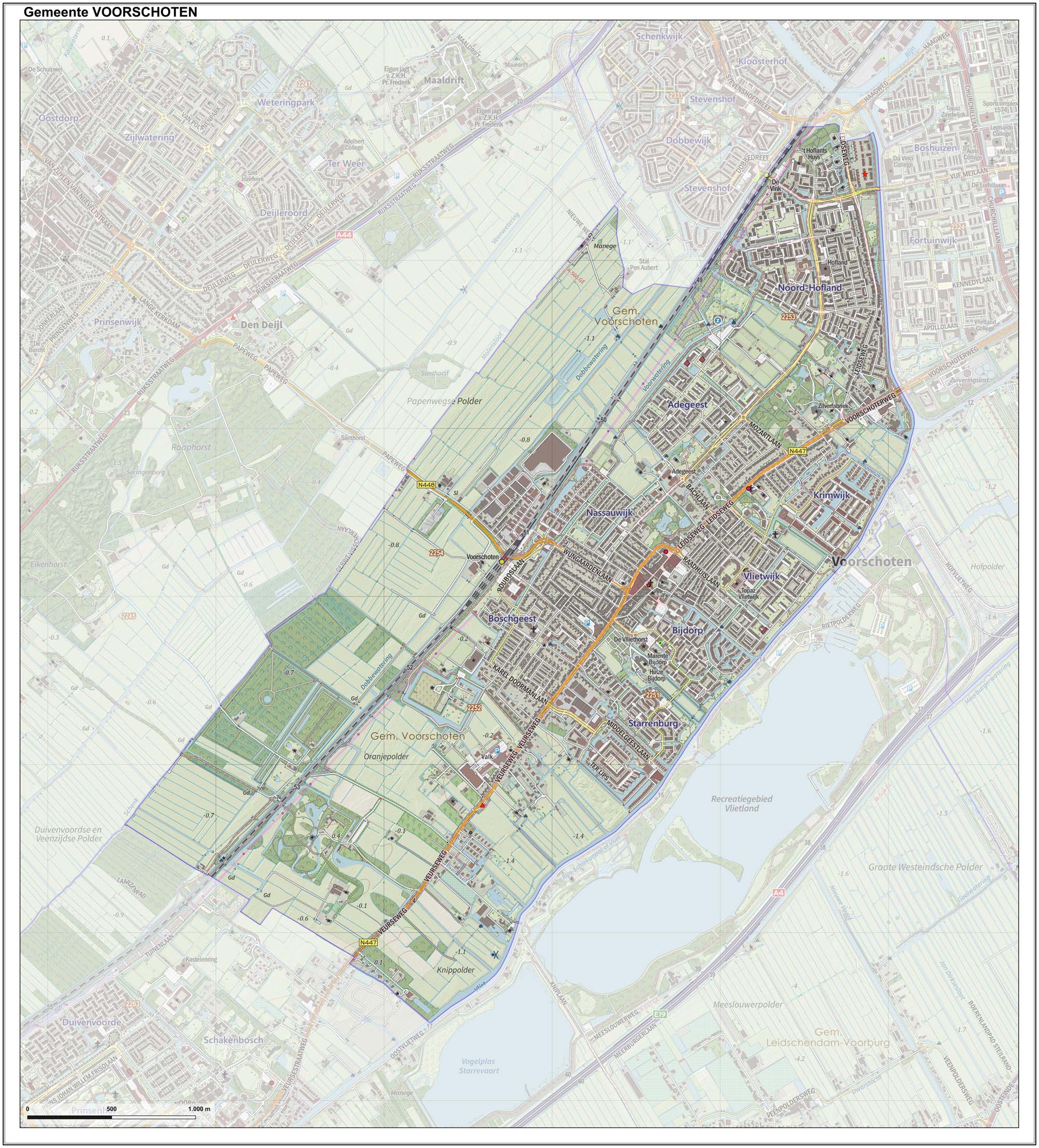
Topografische gemeentekaart van Voorschoten, september 2022

Voorschoten (uitspraakⓘ) is een dorp en gemeente in de Nederlandse provincie Zuid-Holland met 25.625 inwoners (peildatum 22 november 2024, bron: CBS) en een oppervlakte van 11,59 vierkante kilometer.
Het dorp Voorschoten is in het noorden vastgebouwd aan Leiden, waarvan het gescheiden is door het Korte Vlietkanaal en de spoorlijn Den Haag–Leiden. Het dorp is ingeklemd tussen deze spoorlijn in het westen en het Rijn-Schiekanaal (de Vliet) in het oosten. In het westen grenst de gemeente aan Wassenaar en in het zuiden en oosten aan de gemeente Leidschendam-Voorburg. Leidschendam en Stompwijk liggen zuidwestelijk van Voorschoten. De gemeente heeft een groen karakter, vooral aan de zuid- en westkant, waar de Duivenvoordecorridor een onderdeel is van de ecologische hoofdstructuur van Nederland.

## Geschiedenis
Het dorp is ontstaan op een oude strandwal en had een langgerekte vorm. Bodemvondsten tonen aan dat reeds 2000 jaar voor Christus, ter hoogte van de huidige Voorschotense wijk Boschgeest, een nederzetting bestond van veehoudende vissers/jagers. Die langgerekte vorm, ontstaan door lintbebouwing in de middeleeuwen, is terug te vinden in de Voorstraat, die als markt fungeerde en die ook vandaag een verbreding kent door een wijkende rooilijn. Floris V van Holland verleende in 1282 marktrechten. Dit langgerekte plein met dorpspomp, oude lindebomen en gaslantaarns is een beschermd dorpsgezicht: van de monumentale gevels verdient het Ambachts- en Baljuwhuis vermelding. De Vereniging tot behoud van Oud, Groen, en Leefbaar Voorschoten bevordert dat karakteristieke panden, gevels, werken en beplantingen binnen de gemeente beschermd, behouden, onderhouden en gerestaureerd worden. Tot de Franse tijd was de kasteelheer van Duivenvoorde ambachtsheer van Voorschoten, nadien werd Voorschoten een zelfstandige gemeente.
Voorschoten is nu vooral een forensenplaats. Met name in de eerste naoorlogse decennia is de gemeente sterk gegroeid: van bijna 5500 inwoners in 1934, via ruim 9300 begin 1946 naar meer dan 20.000 in 2000. Anno 2014 is het aantal inwoners gegroeid naar bijna 25.000.
In 2021 werd een ambtelijk samenwerkingsverband van acht jaar met Wassenaar beëindigd. Deze gemeente richt zich vooral op Haaglanden, terwijl Voorschoten meer op Leiden is georiënteerd.

### Monumenten
Voorschoten heeft ongeveer 103 rijksmonumenten. Tevens 64 gemeentelijke monumenten en enkele oorlogsmonumenten.

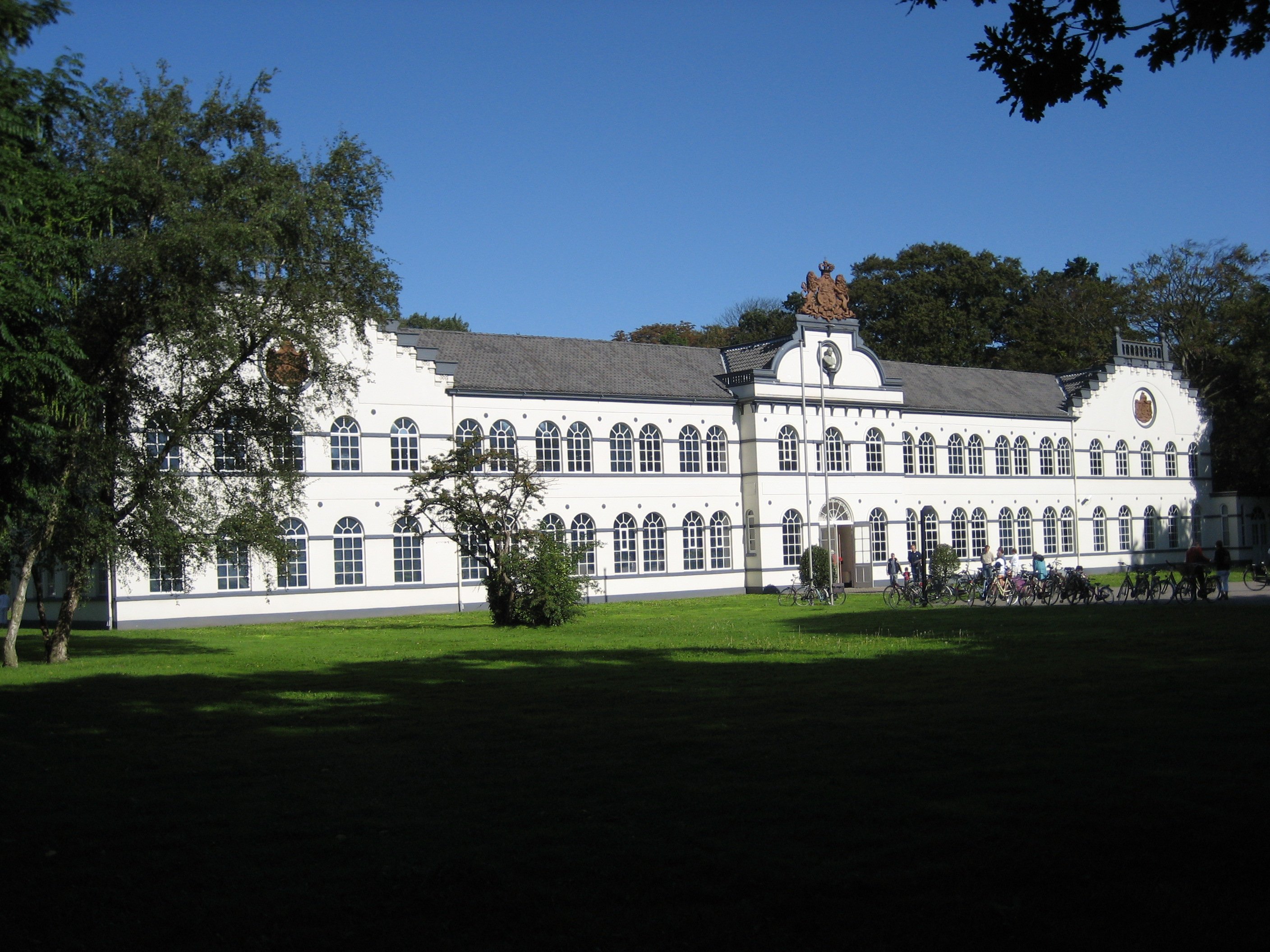
De Zilverfabriek van Van Kempen en Begeer is in 1858 gebouwd

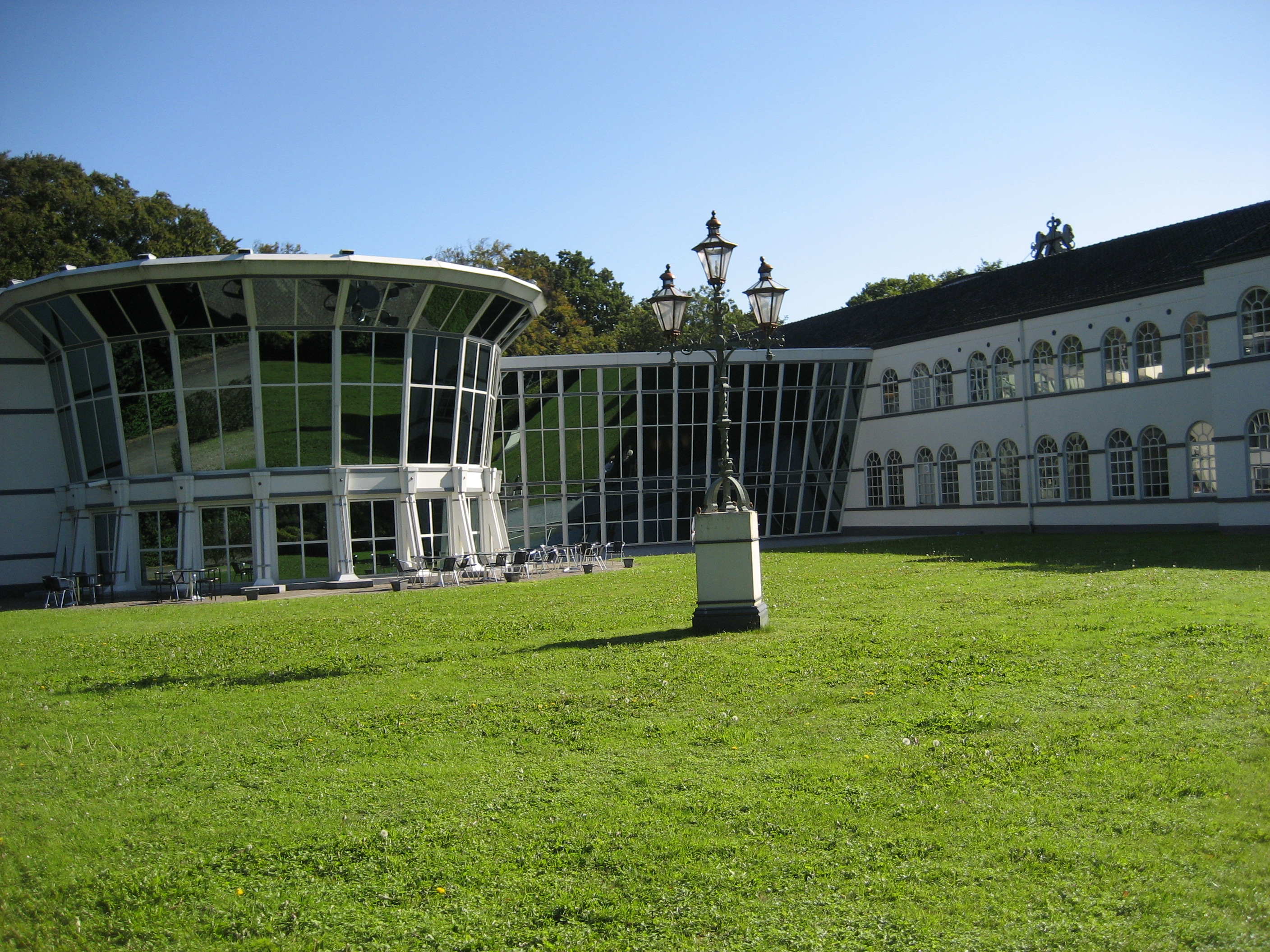
De postmoderne achterzijde van de Zilverfabriek

Het dorp had tot ver in de 20e eeuw een bekende klank vanwege zijn zilverindustrie. De Zilverfabriek van Van Kempen en Begeer is in 1858 gebouwd in een eclectisch-classicistische stijl. Het ijzeren inrijhek is Jugendstil. Het gebouw is als zilverfabriek tot 1984 in bedrijf gebleven. Na een grondige verbouwing op basis van een ontwerp van de Amerikaanse architecten Robert Stern en Graham Wyatt werd hier de firma Mexx gevestigd, die echter in 2008 naar Amsterdam verhuisde. Alleen de imposante, zeer brede gevel is nog authentiek; daarachter gaat een modern gebouw schuil.
Aan de zuidkant van Voorschoten ligt het kasteel Duivenvoorde dat sinds 1226 particulier bezit is en steeds door vererving van eigenaar is veranderd. De laatste eigenares, Ludolphine Henriëtte barones Schimmelpenninck van der Oye, heeft het landgoed, huis en inboedel ondergebracht in een stichting. Het kasteel is, afgezien van het bewoonde gedeelte, toegankelijk als museum.
Iets ten noorden van het dorpscentrum staat de Sint Laurentiuskerk, een tussen 1865 en 1868 gebouwde, door de architect Theo Asseler (1823–1879) ontworpen neogotische pseudobasiliek met een 45 meter hoge toren. Sinds 1976 is de Laurentiuskerk een Rijksmonument.
De Dorpskerk heeft een aantal voorgangers, de eerste uit circa de 12e eeuw. In 1868 werd de huidige kerk, de vierde op deze plaats, in Engels Neogotische stijl opgeleverd. In de jaren 1955-1958 is de kerk gerestaureerd, deels teruggedraaid tijdens de inpandige restauratie in 2000 (plafond en draagconstructie zichtbaar, ramen geheel zichtbaar).
In de Dorpskerk staat een orgel dat oorspronkelijk werd gebouwd door Jacobus Zeemans uit Breda. Dit in 1720 in gebruik genomen instrument is daarna diverse malen aangepast en gerestaureerd. In de Dorpskerk worden, naast kerkdiensten, culturele evenementen (concerten, toneel, cabaret, literair) georganiseerd.

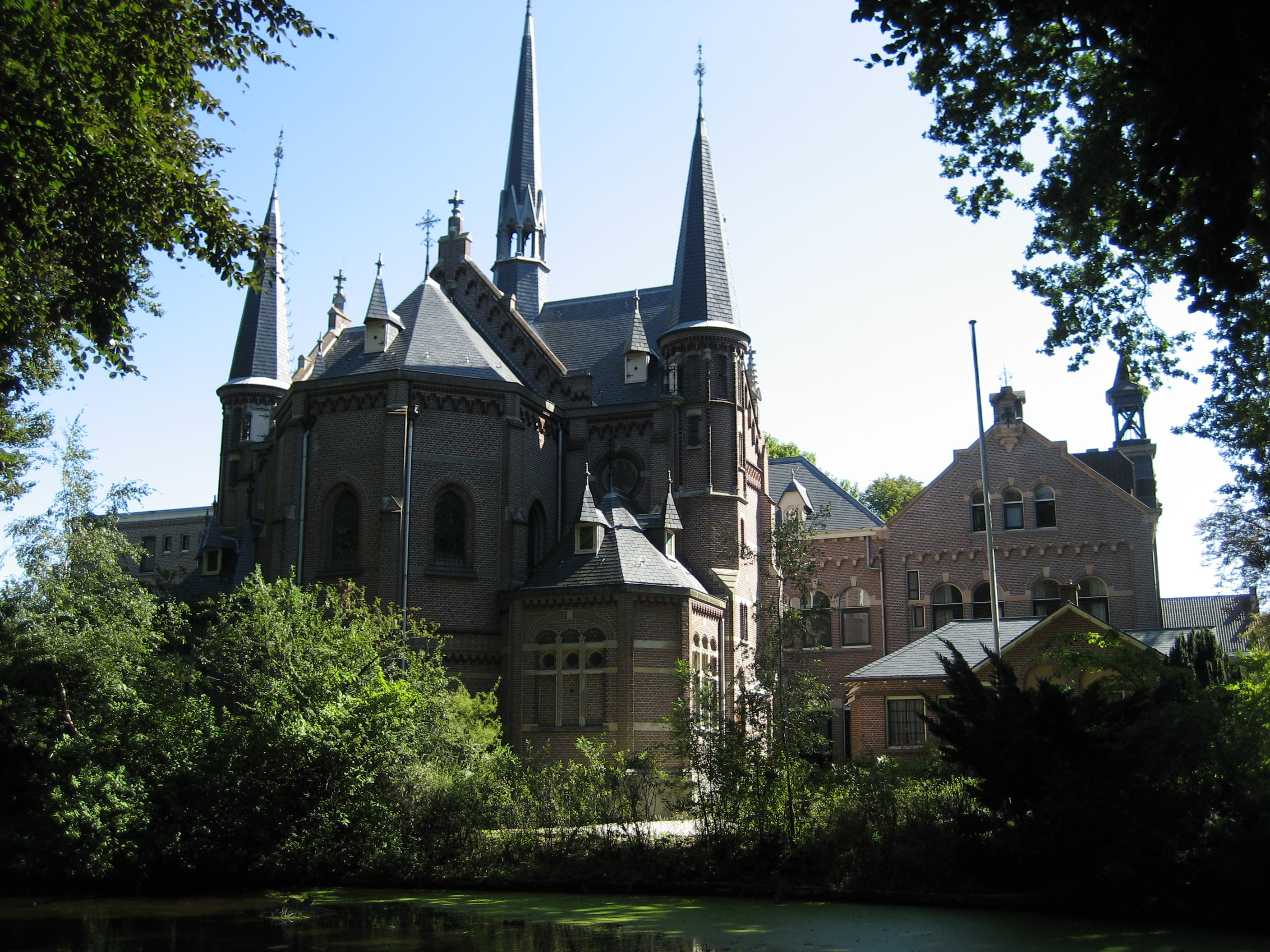
Kloosterkapel Bijdorp

Bijdorp werd in 1634 een landgoed. Op dezelfde plaats lag daarvoor een hofstede die in de zestiende eeuw eigendom was van ridder Jacob Oem van Wijngaarden. Het landgoed werd in 1875 eigendom van de congregatie van dominicanessen van de Heilige Catharina van Siena, vrouwelijke volgelingen van Sint Dominicus. Zij maakten van de buitenplaats een klooster en voegden in 1895 een kleine kruiskerk in neogotische bouwstijl aan het complex toe. De zusters gaven onderwijs – het Rooms Katholieke Instituut Onze Lieve Vrouwe van Lourdes – en in het pensionaat verbleven jonge juffrouwen van deftige stand om een beschaafde en tevens godsdienstige opvoeding te genieten.

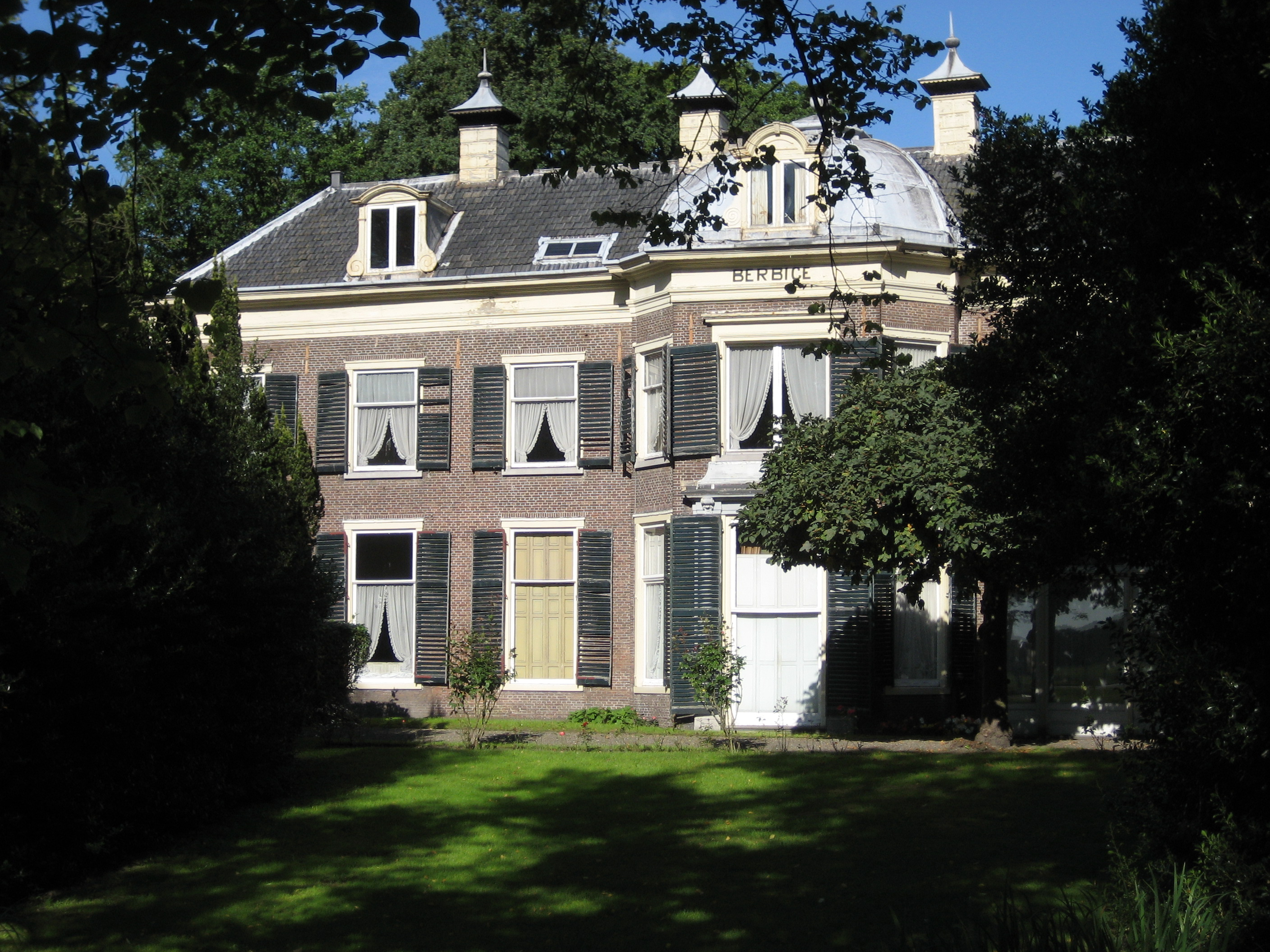
Het landhuis op de buitenplaats Berbice

Berbice is een buitenplaats met landhuis uit 1669, later uitgebreid met onder andere een oranjerie en bijzondere tuinmuren. Het bouwen van tuinmuren was in de 18e eeuw populair voor het telen van fruitgewassen die eigenlijk niet voor het Nederlandse klimaat geschikt waren.
In 1369 stond op dezelfde plaats de hoeve Almansgeest; rond 1750 veranderde deze naam in Allemansgeest. In 1829 werd het landhuis hernoemd tot Berbice, naar de Nederlandse kolonie Berbice in tegenwoordig Guyana.
Beresteyn is een landhuis op het zuidwestelijk deel van Berbice dat in 1828 werd verkocht aan jonkheer Hugo van Beresteyn. Aan de oostkant werd een bescheiden landhuis gebouwd. In de hoge wal die de westkant van het landgoed beschermt is een typisch element van de Engelse landschapsstijl: een kunstmatige grot die als opslag voor ijs werd gebruikt. In 1893 werd Beresteyn verkocht en werd er het 'Instituut Wullings', een chique jongenskostschool met HBS, gevestigd. Het huis kreeg toen een nieuwe gevel en werd uitgebreid. Tijdens de Tweede Wereldoorlog werd het instituut gesloten. Na de oorlog werd Beresteyn seminarie en klooster van de paters kapucijnen en in 1954 ging het over naar de paters Montfortanen. Na hun vertrek in mei 2001 bood het huis onderdak aan diverse stichtingen, kunstenaars en buitenlandse werknemers.

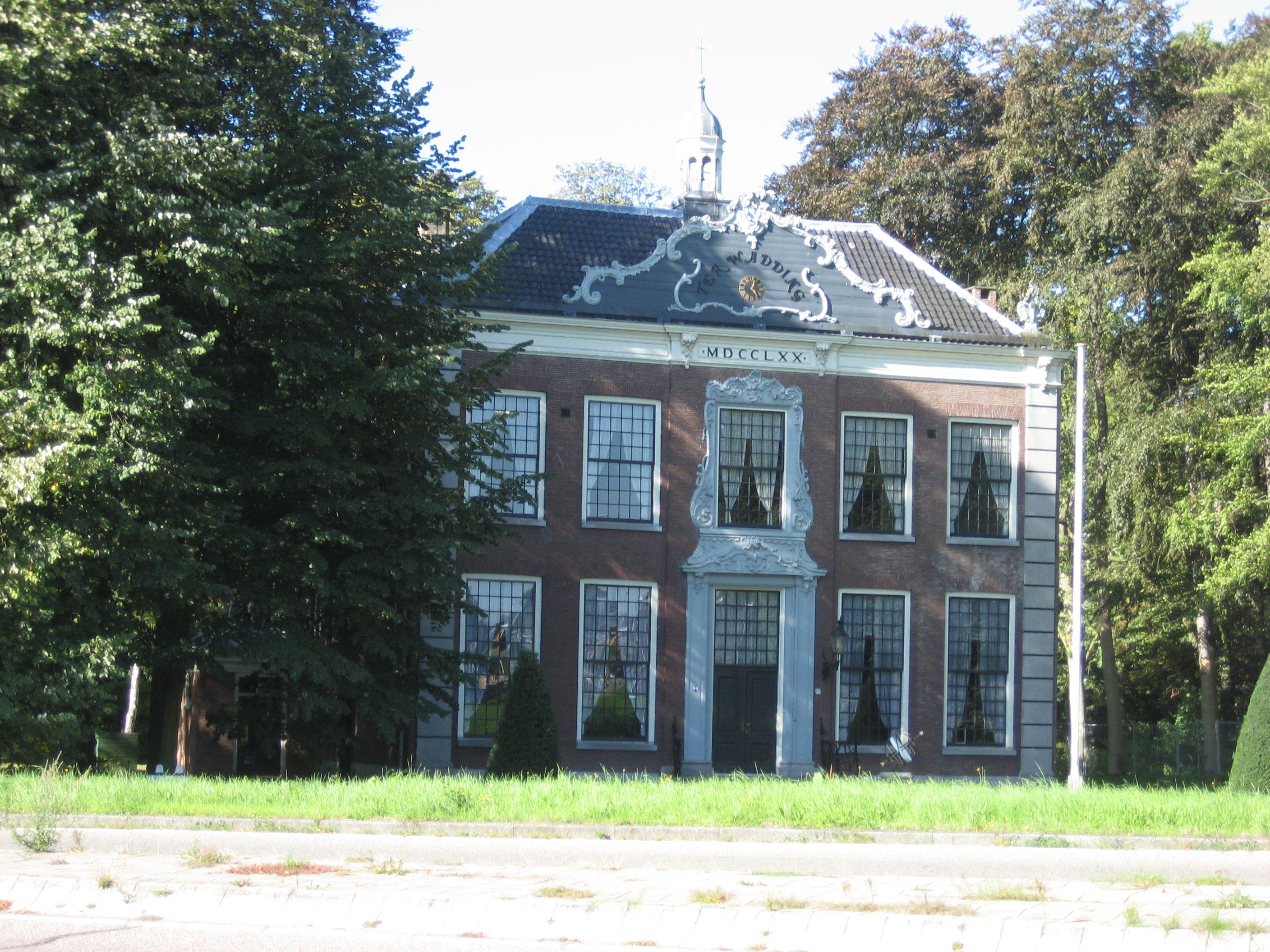
Het landhuis Ter Wadding

Ter Wadding, gelegen aan de Leidseweg 557, is een landhuis, in zijn huidige vorm uit ca. 1770, met invloeden van de rococostijl. Al eerder was er sprake van een 'huizinge (1687) of 'hofstede' (1716). Het huis is gebouwd op een plaats die al in 866 met 'ter wadding' – doorwaadbare plaats – werd aangeduid. Mogelijk kon men vanaf de strandwal waarop Voorschoten is gebouwd op dit punt de Oude Rijn oversteken. Provinciale Waterstaat had Ter Wadding als kantoor in gebruik. Rond het landhuis is ook buurtschap De Vink ontstaan, dat vroeger ook onderdeel van de gemeente Voorschoten was.
Het Baljuwhuis is het 17e-eeuws woonhuis van de baljuw (later van de burgemeester), met rechte kroonlijsten en natuurstenen banden tussen het metselwerk. Het vormt een eenheid (een gedeelde ingang) met het Ambachtshuis, het huis van het ambacht, dat een trapgevel uit 1635 heeft. Dit pand aan de Voorstraat is in gebruik als restaurant, museum en trouwzaal.
Het Vredehof is een 16e-eeuws buitenplaats en landgoed, die eeuwenlang in het bezit van diverse leden uit het Amsterdamse geslacht De Graeff was. Diederik Jansz Graeff bezat land in de buurt van Voorschoten en stichtte in 1581 de buitenplaats Vredehof, met in totaal elf kamers, inclusief vier dienstvertrekken. Deze buitenplaats werd door de Spanjaarden grotendeels verwoest. Zijn zoon Jan Dirksz Graeff voltooide de herbouw aan het eind van de 16e eeuw.
De boerderij Adegeest was oorspronkelijk een 14e-eeuws kasteel. In de 17e en 18e eeuw is het als landhuis herbouwd. In de 19e eeuw werd het teruggebracht tot een boerderij.

## Bijzonderheden

### Evenementen
Dankzij de Oranjevereniging Koningin Wilhelmina heeft Voorschoten elk jaar een programma op Koningsdag. Rond de Voorstraat zijn er dan klassieke activiteiten zoals koekslaan en touwtrekken, naast moderne activiteiten zoals beachvolleybal.
Jaarlijks wordt op 28 juli de Voorschotense Paardenmarkt gehouden op de Voorstraat. Van oorsprong verkochten de boeren hun paarden die zij gebruikt hadden bij het hooien aan zigeuners. In 1960 is de paardenmarkt in ere hersteld. Eveneens op 28 juli is jaarlijks een kortebaandraverij. Vanaf 1952 vond deze wedstrijd vele jaren plaats op de Prins Bernhardlaan. In 2004 verhuisde de draverij naar de Van Beethovenlaan.
Verder viert Voorschoten elk jaar in september het Weekend van Voorschoten met allerlei festiviteiten. Meestal valt dit weekend samen met Open Monumentendag.

### Stedenband
Sinds 1984 had Voorschoten een jumelage met Kita in Mali. Sinds 1994 had Voorschoten ook een stedenband met Druskininkai in Litouwen, en sinds 1966 met Schoten in België. Deze laatste twee stedenbanden zijn in 2005 beëindigd omdat een stedenband binnen de Europese Unie weinig meerwaarde zou hebben. De jumelage met Kita is in 2018 gestopt.

### De donkere kamer van Damokles
Een belangrijk deel van de roman De donkere kamer van Damokles van Willem Frederik Hermans speelt zich af in Voorschoten. Het boek geeft een beeld van Voorschoten ten tijde van de Tweede Wereldoorlog. Zo speelt de Blauwe Tram nog een belangrijke rol in het straatbeeld. Het huis dat model stond voor dat van de hoofdpersoon Osewoudt – in de huidige Schoolstraat – is inmiddels afgebroken. Als Osewoudt het gemeentehuis van Voorschoten ziet, denkt hij: "Daar stond het huis met het wapen van de gemeente in de gevel: drie afgebeten nagels." Ook wordt de zilverfabriek met name genoemd.
Niet alle feiten over Voorschoten zijn historisch correct. Wanneer Osewoudt na de arrestatie van zijn moeder naar de SD belt om inlichtingen, geeft hij zich uit voor "dominee Verberne". Een predikant met die naam is in Voorschoten nooit werkzaam geweest.

### De Omroeper
De Omroeper was het eerste professionele huis-aan-huisblad in Voorschoten. In Voorschoten en omgeving verschijnt dit blad nog steeds onder de naam Groot Voorschoten/Wassenaars Nieuwsblad, thans eigendom van 'Wegener Huis-aan-huis Media'.

### Onderwijs
Door de sterke groei van de gemeente is er een groot tekort aan plaatsen op de basisscholen. Met name in de nieuwbouwwijk Vlietwijk is dit een groot probleem. In het coalitieakkoord staat dat er een eenvoudiger en centraler systeem dient te komen om kinderen aan te melden voor school. Lange wachtlijsten dienen hiermee voorkomen te worden. Het streven is om kinderen zo veel mogelijk in de eigen wijk naar school te kunnen laten gaan.

## Tram
In 1882 bereikte de eerste stoomtram vanuit Leiden Voorschoten, in 1883 opende de zijlijn naar Wassenaar, en 1884 werd de lijn Voorschoten-Veur geopend. In 1885 ging die doorrijden naar Den Haag. In 1893 werd de zijlijn alweer opgeheven. In 1924 werd de stoomtram vervangen door de elektrische Blauwe Tram. Die reed tot in 1961.

## Treinongeluk in 2023
In de nacht van 3 op 4 april 2023 vond er bij het zuidwestelijke uiteinde van de perrons van station Voorschoten een ernstig spoorwegongeval plaats waarbij een passagierstrein en een goederentrein op een kleine bouwkraan op het spoor botsten. Er viel één dode (de kraanmachinist, een medewerker van BAM) en er waren circa 30 gewonden, waaronder de machinist van de passagierstrein.

## Geografie

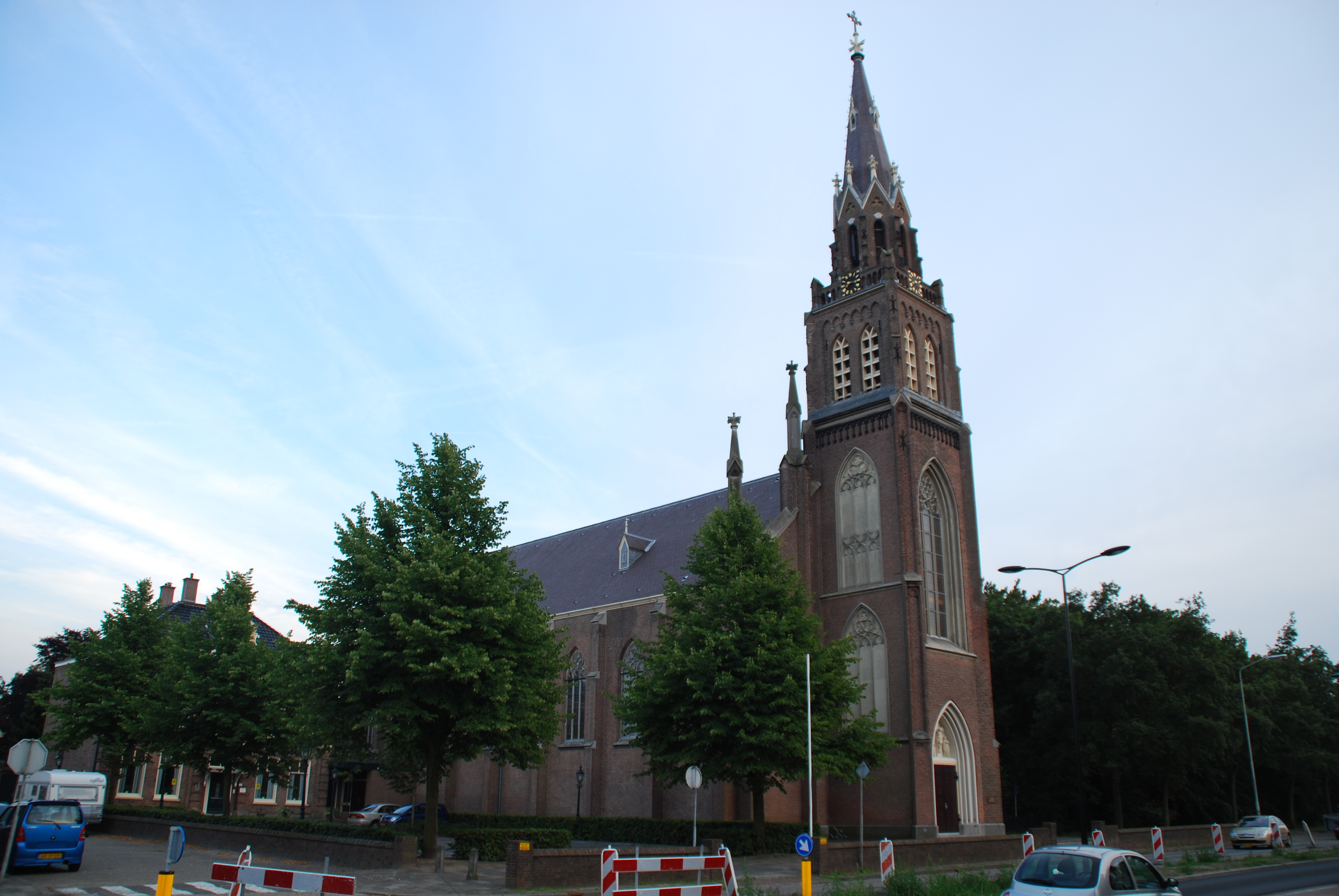
Sint-Laurentiuskerk

### Aangrenzende gemeenten
| Aangrenzende gemeenten | Aangrenzende gemeenten | Aangrenzende gemeenten | Aangrenzende gemeenten | Aangrenzende gemeenten |
| ---------------------- | ---------------------- | ---------------------- | ---------------------- | ---------------------- |
|                        |                        |                        |                        | Leiden                 |
|                        |                        |                        |                        |                        |
| Wassenaar              |                        |                        |                        |                        |
|                        |                        |                        |                        |                        |
|                        |                        | Leidschendam-Voorburg  |                        |                        |

### Wijken in Voorschoten
| Gemeentegrenzen Wijkgrenzen Buurtgrenzen Autosnelweg Secundaire weg Spoorweg |  |  | ██ Geselecteerde gemeente ██ Bebouwd gebied ██ Bos of park ██ Binnenwater, rivier of kanaal |

Voorschoten en omgeving

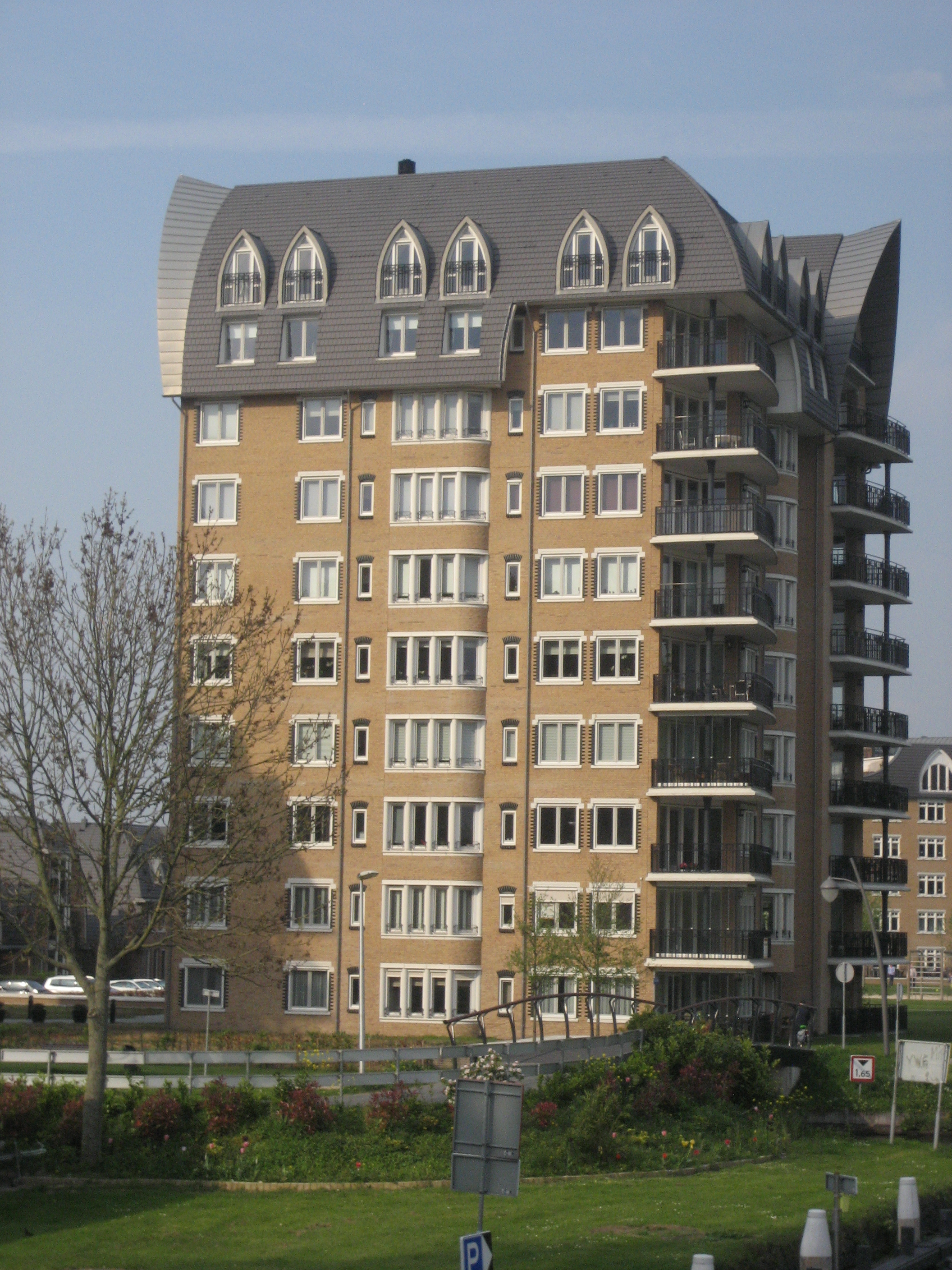
Krimwijk

Voorschoten bestaat uit de volgende wijken (zie ook de CBS gegevens over Wijken en buurten in Voorschoten):
- Centrum – noordoost-zuidwest gegroeid langs de Leidseweg, Veurseweg
- Bloemenwijk – westwaarts richting Station Voorschoten
- Krimwijk – noordwaarts vanuit het Centrum langs de Leidseweg
- Vlietwijk – oostwaarts vanuit het Centrum richting de Vliet
- Bijdorp – oostwaarts vanuit het Centrum richting de Vliet, ten zuiden van Vlietwijk
- Starrenburg – ten zuiden van Bijdorp
- Boschgeest – ten zuiden van Bloemenwijk en ten westen van Starrenburg
- Nassauwijk – ten westen van het Centrum en ten noorden van Bloemenwijk
- Adegeest – ten noorden van Nassauwijk en ten westen van Krimwijk
- Noord-Hofland – ten noorden van Adegeest
- Dobbewijk – deels een industrieterrein ten westen van het spoor

## Sport, muziek en recreatie
Voorschoten kent onder andere een hockeyclub (MHC Forescate), een voetbal- en atletiekclub (Voorschoten '97), een honk- en softbalvereniging (HSV Adegeest), volleybalvereniging (Gemini-Kangeroes), handbalvereniging (HVV'70), 2 tennisclubs (Adegeest en Forescate), badmintonvereniging (EVBC Vlietwijk), verschillende paardrijdverenigingen, zwembad (Het Wedde), golfbaan (Het Wedde) en verschillende sportclubs (onder andere Your Life en Proreha). IJsclub Voorschoten beschikt over een landijsbaan waar schaatsles wordt gegeven en trainingen op kunstijs.
Voorschoten heeft twee jaarlijks terugkerende hardloopwedstrijden, dit zijn de Voorschotenloop in maart en de Vlietloop op de eerste zondag van september. Beide evenementen hebben de 10 Engelse mijlen als hoofdafstand. De Vlietloop bestaat sinds 1976 en heeft de start en finish in het centrum van het dorp. De Voorschotenloop bestaat sinds 1996 en wordt georganiseerd door Voorschoten'97.
Ook heeft Voorschoten verschillende muziekverenigingen: Harmonie Voorschoten, Redelijk Onverantwoord (Blaaskapel), Muziekvereniging Laurentius, Sinfonietta Voorschoten (kamerorkest) en The (Broken) Consort, een ensemble voor oude muziek. Ook zijn er verschillende zangkoren.
Stichting Musica Antica da Camera brengt circa elf professionele concerten in Voorschoten, te weten kamermuziek en grotere instrumentale en vocale bezettingen in de Dorpskerk.
Voorschoten is gelegen aan de Europese wandelroute E11, ter plaatse ook wel Marskramerpad geheten. De route komt vanaf Landgoed de Horsten bij Wassenaar, en loopt via het centrum en het Rijn-Schiekanaal naar Leiden.
In 1973 kwam de eerste etappe van de Tour de France door Voorschoten, deze etappe ging van Scheveningen naar Rotterdam.

## Kunst in de openbare ruimte
In Voorschoten zijn diverse beelden, sculpturen en objecten geplaatst in de openbare ruimte, zie:
- Lijst van beelden in Voorschoten

## Politiek

### Zetelverdeling gemeenteraad
De gemeenteraad van Voorschoten bestaat sinds 2018 uit 21 zetels. Hieronder staat de samenstelling van de gemeenteraad sinds 1986:
| Gemeenteraadszetels | Gemeenteraadszetels | Gemeenteraadszetels | Gemeenteraadszetels | Gemeenteraadszetels | Gemeenteraadszetels | Gemeenteraadszetels | Gemeenteraadszetels | Gemeenteraadszetels | Gemeenteraadszetels | Gemeenteraadszetels |
| Partij              | 1986                | 1990                | 1994                | 1998                | 2002                | 2006                | 2010                | 2014                | 2018                | 2022                |
| ------------------- | ------------------- | ------------------- | ------------------- | ------------------- | ------------------- | ------------------- | ------------------- | ------------------- | ------------------- | ------------------- |
| VVD                 | 6                   | 5                   | 6                   | 7                   | 7                   | 5                   | 5                   | 4                   | 5                   | 4                   |
| GroenLinks          | 0                   | 1                   | 1                   | 2                   | 2                   | 3                   | 2                   | 2                   | 4                   | 4                   |
| CDA                 | 7                   | 7                   | 6                   | 5                   | 5                   | 6                   | 3                   | 4                   | 4                   | 4                   |
| D66                 | 2                   | 3                   | 4                   | 2                   | 2                   | 1                   | -                   | 3                   | 3                   | 3                   |
| ONS Voorschoten     | -                   | -                   | -                   | -                   | -                   | -                   | 7                   | 4                   | 3                   | -                   |
| Voorschoten Lokaal  | -                   | -                   | -                   | -                   | -                   | -                   | -                   | -                   | -                   | 4                   |
| SP                  | -                   | -                   | -                   | -                   | -                   | -                   | -                   | 1                   | 1                   | 1                   |
| PvdA                | 4                   | 3                   | 2                   | 3                   | 3                   | 4                   | 2                   | 1                   | 1                   | 1                   |
| Totaal              | 19                  | 19                  | 19                  | 19                  | 19                  | 19                  | 19                  | 19                  | 21                  | 21                  |

### College van B&W
Het college van burgemeester en wethouders bestaat uit de volgende personen:
- Burgemeester Nadine Stemerdink (PvdA);
  - Veiligheid
  - Dienstverlening en deregulering
  - Vergunningverlening en Handhaving
  - Evenementen
  - Bestuurlijke en juridische zaken (inclusief beroep en bezwaar)
  - Straatnaamgeving
  - Communicatie en lokale omroep
  - Doorontwikkeling WODV
  - Personeel en organisatie, ICT
  - Project huisvesting ambtenaren/gemeentehuis
- Wethouder Paul de Bruijn (VVD);
  - 1e locoburgemeester
  - Economie en vestigingsklimaat
  - Sociale Zaken
  - Werk en Inkomen
  - Welzijn en wijkbeleid
  - Kunst en Cultuur, bibliotheek
  - Toerisme en recreatie
  - Vrijwilligersbeleid
  - Gezondheidszorg
  - Jeugdzorg
  - Arsenaal/Segaar
- Wethouder Erika Spil (GroenLinks);
  - 2e locoburgemeester
  - Verkeer en vervoer / geluidsscherm
  - Onderwijs en scholenhuisvesting
  - Kinderboerderij
  - Dierenwelzijn
  - Begraafplaatsen
  - Beheer openbare ruimte en groen
  - Afval en riolering
  - Duurzaamheid, milieu en energie
  - Natuur en landschap, Burgerparticipatie
  - Project verduurzaming vastgoed
  - Project gemeentewerf
- Wethouder Marcel Cramwinckel (D66);
  - 3e locoburgemeester
  - Financiën
  - Ruimtelijke ordening
  - Grondzaken
  - Vastgoed (muv verduurzaming vastgoed en het project gemeentehuis en project gemeentewerf)
  - Volkshuisvesting en woningbouw
  - Regiozaken
  - Sport en zwembad
  - Erfgoed, archeologie en monumenten
  - Omgevingswet
  - Subsidiebeleid

### Bestuurlijke samenwerking
Voorschoten maakt conform de Wet gemeenschappelijke regelingen – met nog vijftien andere gemeenten uit de regio's Duin- en Bollenstreek, Leiden en de Rijnstreek – deel uit van het bestuurlijk samenwerkingsverband Holland Rijnland.

## Geboren in Voorschoten
- Christiaan Bonifacius van der Tak (1814-1878), stadsarchitect en directeur gemeentewerken in Rotterdam
- Jacob Petrus Treub (1818-1887), burgemeester
- Melchior Treub (1851-1910), botanicus
- Hector Treub (1856-1920), gynaecoloog
- Willem Treub (1858-1931), econoom en liberaal politicus
- Lodewijk Thomson (1869-1914), Nederlands militair, de eerste die sneuvelde tijdens een vredesmissie
- Abraham Warnaar (1893-1975), burgemeester
- Noé Vernède (1902-1977), burgemeester
- Marinus Zwollo (1903-1983), edelsmid
- Max van der Stoel (1924-2011), politicus
- Gerrit van der Valk (1928-2009), ondernemer
- Arie van der Valk (1929-2024), ondernemer
- Hans van Drumpt (1939-2015), schilder
- Benk Korthals (1944), politicus
- Bert van der Zwaan (1952), paleontoloog
- Anneke Scholtens (1955-2025), kinderboekenschrijfster
- Erik van Heijningen (1961), politicus
- Mirjam Veldhuis (1961), beeldend kunstenaar
- Rolf Muntz (1963), golfer
- Hans Vijlbrief (1963), econoom, ambtenaar en politicus (D66)
- Inge Nieuwenhuizen (1965), VVD-politica; burgemeester van De Wolden
- Mayke Nas (1972), componiste
- Timothy Kimman (Jebroer) (1986), rapper
- Timo Wils (1996), acteur

## Gestorven en/of begraven in Voorschoten

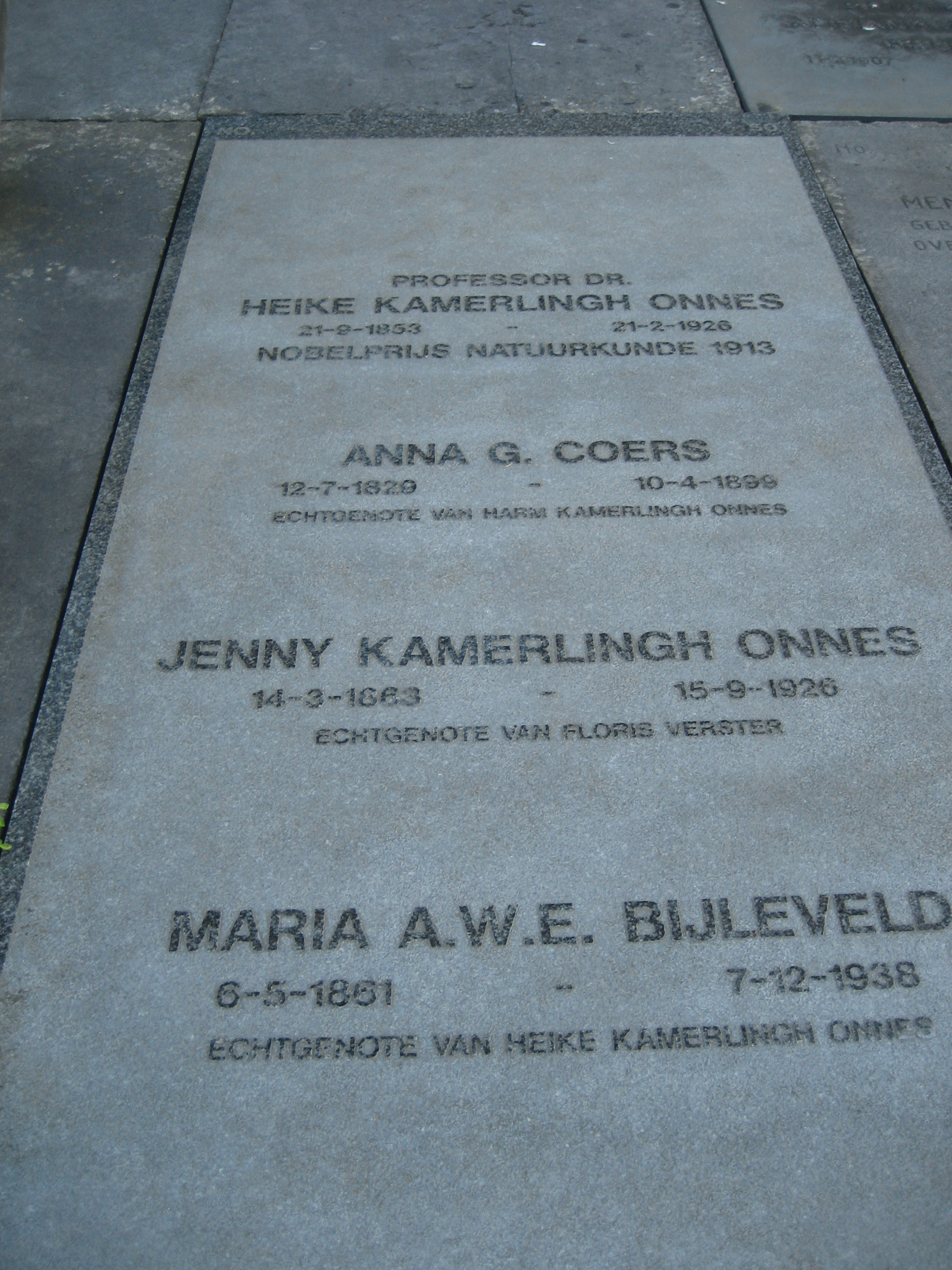
Graf van de natuurkundige en Nobelprijswinnaar Heike Kamerlingh Onnes bij de Dorpskerk

- Daniël François van Alphen (1774-1840), lid Tweede Kamer
- Willem De Vreese (1869-1938), bibliothecaris
- Heike Kamerlingh Onnes (1853-1926), natuurkundige, Nobelprijswinnaar
- Menso Kamerlingh Onnes (1860-1925), schilder
- Lodewijk Makeblyde (1565-1630), jezuïet en dichter
- Wil Wilbers (1931-2017), politicus